# Hoplocorypha wittei
Hoplocorypha wittei es una especie de mantis de la familia Thespidae.

## Distribución geográfica
Se encuentra en el  Congo.